# Melvin Gibbs

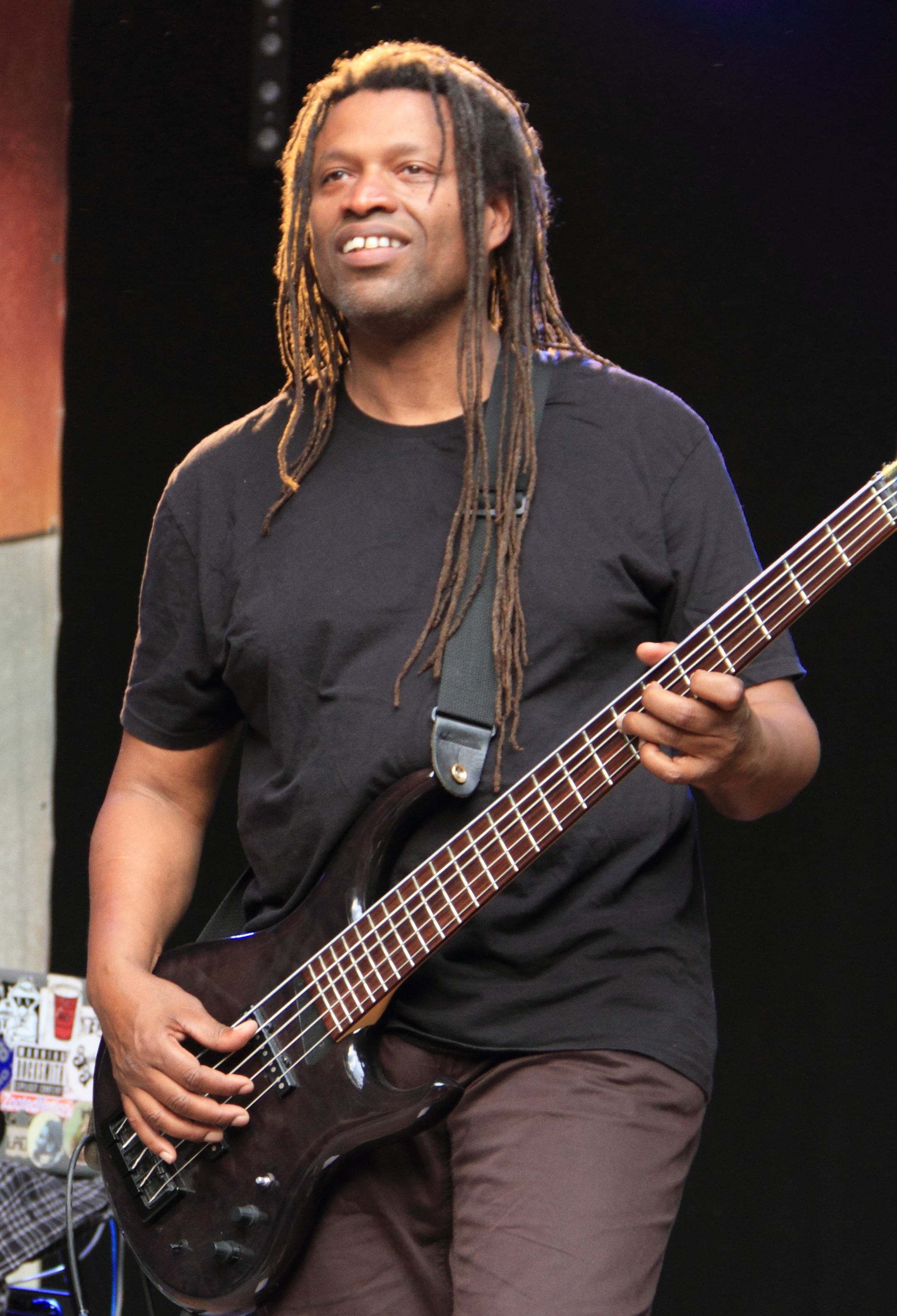
Melvin Gibbs (2014)

Melvin Gibbs (* in Brooklyn, New York City) ist ein US-amerikanischer Fusion-Bassist, Komponist und Produzent.

## Leben und Wirken

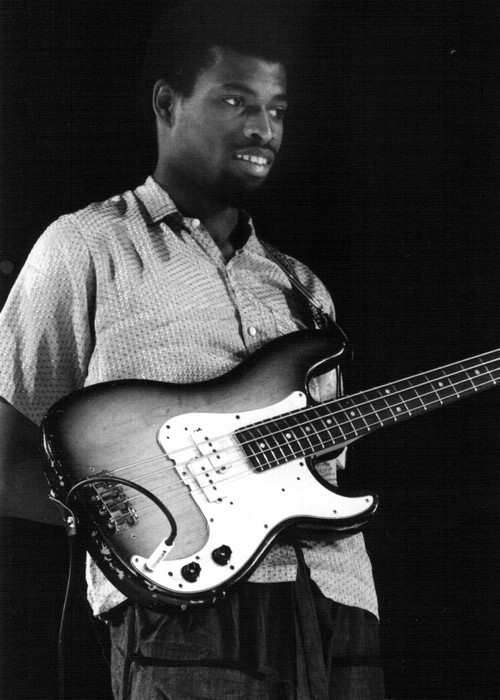
Melvin Gibbs (1980)

Gibbs interessierte sich zunächst für Perkussion, bevor er sich für den Bass begeisterte und Unterricht bei Reggie Workman nahm. Zunächst spielte er bei Alphonia Tims. Er studierte am Medgar Evers College, wo er den Gitarristen Vernon Reid kennenlernte, und dem Brooklyner Musik-Konservatorium. Während der 1980er Jahre arbeitete er meist in der Decoding Society des Schlagzeugers Ronald Shannon Jackson, u. a. mit Vernon Reid, aber auch in Jacksons Projekt Power Tools, dem auch der Gitarrist Bill Frisell angehörte. Bekannt wurde er zeitgleich auch als Mitglied der Formation Defunkt, an deren ersten Platten, wie Thermonuclear Sweat, er beteiligt war. Ab Mitte der 1980er Jahre arbeitete er auch mit Sonny Sharrock und auch mit John Zorn zusammen, wie bei dessen Morricone Konzept-Album The Big Gundown. Gibbs war Co-Leader der Band Eye and I und ist Mitglied der Formation Black Rock Coaltion.
Von 1994 bis 1998 gehörte er der Avantgarde-Band Rollins Band an; 2006 spielte er erneut in der Band, als sie kurz wiederbelebt wurde. Gibbs war außerdem an Aufnahmen mit Hip-Hop Künstlern wie dead prez, den brasilianischen Musikern Caetano Veloso und Marisa Monte, außerdem mit Eddie Palmieri, Femi Kuti, Marc Ribot und mit Elliott Sharp beteiligt. Er betätigte sich auch als Produzent für Arto Lindsay und DJ Logic.
Gibbs war Mitbegründer der Punk-Funk All-Stars, in der auch James Blood Ulmer, Joseph Bowie, Vernon Reid und Ronald Shannon Jackson spielten. Mit dem Gitarristen Brandon Ross und dem Schlagzeuger JT Lewis leitete Gibbs die Band Harriet Tubman. Gegenwärtig arbeitet er in den Projekten „Elevated Entity“ und „Melvin Runs the Hoodoo Down“, mit dem ex Miles-Davis-Gitarristen Pete Cosey und den Keyboardern John Medeski, James Hurt und Mark Batson. 2008 war er auf Europa-Tournee mit Jean-Paul Bourelly und Calvin Weston. 2021 legte er das Soloalbum 4 + 1 equals 5 for May 25 vor.